# Sous-district de Donghuamen
Le sous-district de Donghuamen (chinois : 东华门街道 ; pinyin : Dōnghuámén jiēdào) est une subdivision du district de Dongcheng, dans le centre de Pékin, en Chine.
Le sous-district de Donghuamen abrite le siège de nombreuses institutions nationales, à l'instar de la Cour populaire suprême chinoise, de l'Association du peuple chinois pour l'amitié avec l'étranger, du ministère de la Sécurité publique, du ministère du Commerce et du ministère de l'Écologie. Il accueille aussi plusieurs des principaux sites touristiques de Pékin, dont la Cité interdite, la place Tian'anmen, le musée national de Chine et la rue Wangfujing.
Par la superficie, Donghuamen est le plus grand parmi les dix-sept sous-districts constitutifs du district de Dongcheng.

## Communautés résidentielles
Le sous-district de Donghuamen est divisé en douze communautés résidentielles (chinois : 社区 ; pinyin : shèqū).
| Nom         | Chinois    | Pinyin            | Population | Superficie (km²) |
| ----------- | ---------- | ----------------- | ---------- | ---------------- |
| Duofuxiang  | 多福巷社区 | Duōfúxiàng shèqū  |            |                  |
| Yinzha      | 银闸社区   | Yínzhá shèqū      |            |                  |
| Dongchang   | 东厂社区   | Dōngchǎng shèqū   |            |                  |
| Zhide       | 智德社区   | Zhìdé shèqū       |            |                  |
| Nanchizi    | 南池子社区 | Nánchízi shèqū    |            |                  |
| Huangtugang | 黄图岗社区 | Huángtúgǎng shèqū |            |                  |
| Dengshikou  | 灯市口社区 | Dēngshìkǒu shèqū  |            |                  |
| Zhengyilu   | 正义路社区 | Zhèngyìlù shèqū   |            |                  |
| Ganyu       | 甘雨社区   | Gānyǔ shèqū       |            |                  |
| Taijichang  | 台基厂社区 | Táijīchǎng shèqū  |            |                  |
| Shaojiu     | 韶九社区   | Sháojiǔ shèqū     |            |                  |
| Wangfujing  | 王府井社区 | Wángfǔjǐng shèqū  |            |                  |
|             |            | Total             | 73 700     | 5,35             |